# Proteïne C
Proteïne C is een antistollingsfactor. Na activatie tot geactiveerd proteïne C (APC) is het in staat om, met proteïne S als cofactor, geactiveerde factor V (Va) en  geactiveerde factor VIII (VIIIa) te knippen waardoor de stolling stopt (trombine kan niet langer meer worden gemaakt en fibrine ook niet).
Wanneer er te weinig proteïne C in het bloed aanwezig is kan een trombose ontstaan. Tekorten aan proteïne C komen zelden voor en zijn vaak erfelijk.